# Кміть Микола Іванович
Мико́ла Іва́нович Кміть (нар. 24 березня 1966, м. Бучач, Тернопільська область) — колишній голова Львівської обласної держадміністрації. До очолення відомства — бізнесмен, президент IDS Group, що контролює виробництво «Моршинської», «Миргородської» і «Трускавецької» мінеральних вод, а також імпорт в Україну грузинської «Боржомі». Президент ФК «Скала» (Стрий).

## Біографія
Народився 24 березня 1966 року в м. Бучачі Тернопільської області, нині Україна.
Закінчив середню школу № 2 у рідному місті, також Львівський політехнічний інститут (нині НУ «Львівська політехніка»).
Першим місцем праці було ВО «Ватра» у м. Тернопіль. Бізнес-кар'єру розпочав 1994 року, коли став президентом тернопільської компанії АТ «Інвест-Центр», яка займалась продажем порцелянового посуду, керамічних виробів та хімічної сировини. На посаді президента компанії зробив підприємство потужним оптовим постачальником українського порцелянового посуду й керамічних виробів до Росії.
У 1996—2004 рр. очолював підприємство «Нова» — компанію з виробництва та розливу мінеральної води у м. Моршині. Результатом роботи Миколи Кмітя на цій посаді стала налагоджена найбільша дистрибуційна мережа в Україні та сформована команда професіоналів компанії.
Справжній успіх йому принесла мінеральна вода «Моршинська». Наприкінці 2004 року, коли Миргородський і Моршинський заводи мінеральних вод, їхні дистриб'ютори «ІДС» і «Нова» об'єдналися в «IDS Group», Микола Кміть очолив новостворений холдинг — один із лідерів цієї сфери в Україні.
З 2005 р. по лютий 2008 р. Микола Кміть — топ-менеджер, співвласник та консультант зі стратегічного розвитку ЗАТ «Індустріальні та дистрибуційні системи». За час управління пана Кмітя відкрилися нові виробництва, група компаній «IDS Group» стала лідером на українському ринку мінеральних вод.
Протягом 29 жовтня 2010 — 2 листопада 2011 року працював головою Відділення Національного олімпійського комітету України у Львівській області

### Кар'єра в державному управлінні
Отримавши успішний управлінський досвід у бізнесі, Микола Кміть з 2008 р. продовжує свою кар'єру в регіональному державному управлінні. Він раніше не займався політикою, оскільки не був членом жодної партії і не балотувався в депутати районної ради.
28 лютого 2008 р. Миколу Кмітя представили виконувачем обов'язків голови Львівської обласної державної адміністрації. 1 вересня 2008 Указом Президента України № 780/2008 Миколу Кмітя призначено головою Львівської обласної державної адміністрації.
Звільнений від обов'язків голови ОДА 20 квітня 2010 року.
Післядержавна діяльність
Після завершення державної служби Кміть зосередився на підприємницькій діяльності.
У 2017 році став головою ради директорів агрохолдингу «МУККО», що спеціалізується на виробництві крафтових сирів та молочної продукції. 
У 2019 році відкрив готельно-оздоровчий комплекс «Святий Шарбель» у Моршині, інвестиції в який перевищили $10 млн.
З 2024 року Микола Кміть є співвласником гірськолижного комплексу "Плай".
Член Ради з питань підтримки підприємництва — консультативно-дорадчого органу при Президентові України (з 27 червня 2025).

## Політика
Кандидат у народні депутати України від «Партії „Самопоміч“» у виборчому окрузі № 126 на дострокових виборах 26 жовтня 2014 року.
Кандидат у народні депутати від «Самопомочі» на парламентських виборах 2019 року, № 8 у списку. Безпартійний.

## Бізнес

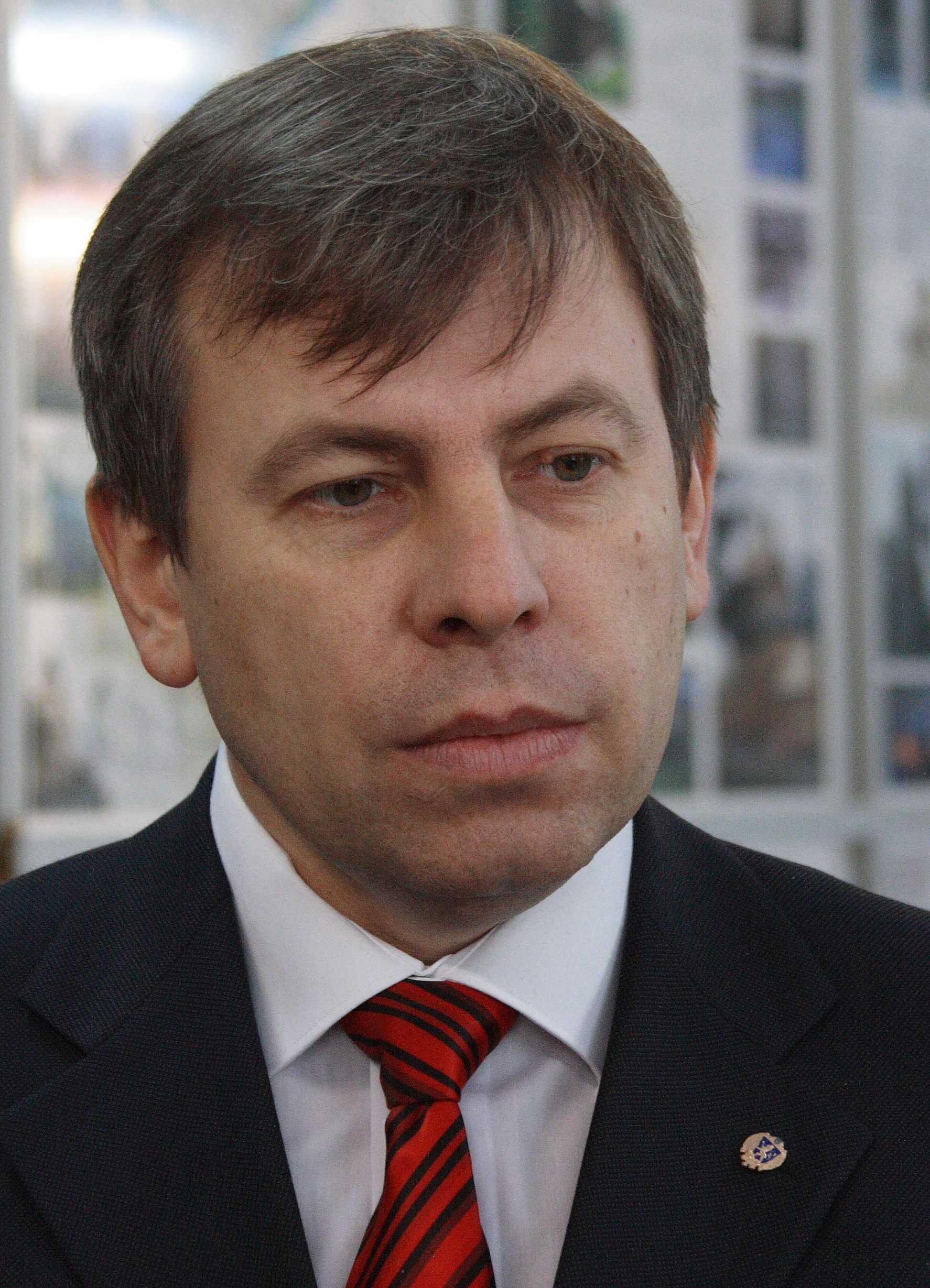
Микола Кміть, грудень 2009

За даними «Контрактів», Кміть розпочав бізнес-кар'єру в 1994 році, коли став президентом і одним з восьми засновників тернопільської компанії «Інвест-Центр». Згодом з партнером Всеволодом Біласом розпочав роботу відразу за кілька бізнес-напрямками: відкрив цех з виробництва макаронних виробів, потім — соняшникової олії та запланував випуск бутильованої мінеральної води.[джерело?]
У 1995 році запустив перший цех з розливу води в Моршині.[джерело?] Група компаній IDS Group створена наприкінці 2004 року внаслідок об'єднання найпотужніших українських виробників мінеральних вод та їхніх дистрибуторів: Миргородського заводу мінеральних вод, Моршинського заводу мінеральних вод «Оскар», ЗАТ «ІДС» і ВАТ «Нова».

## Визнання
- У 2007 році Микола Кміть зайняв 69-е місце в ТОП-100 найкращих менеджерів країни, раніше став фіналістом Міжнародного конкурсу «Підприємець року-2006»[7].
- 21 березня 2009 року отримав звання «Регіональний лідер року» в підсумках 13-ї загальнонаціональної програми Людина року-2008.[джерело?]
- У березні 2009 року визнаний № 1 у дослідженні «Топ-100 найвпливовіших осіб на Львівщині», проведеного Центром політичних досліджень у межах аналізу політичного процесу у Львівській області методом експертного опитування.[джерело?]

## Родина
Дружина — Світлана, син — Назар, донька — Дана. 